# Bildstock (Kronach, Festungsstraße)

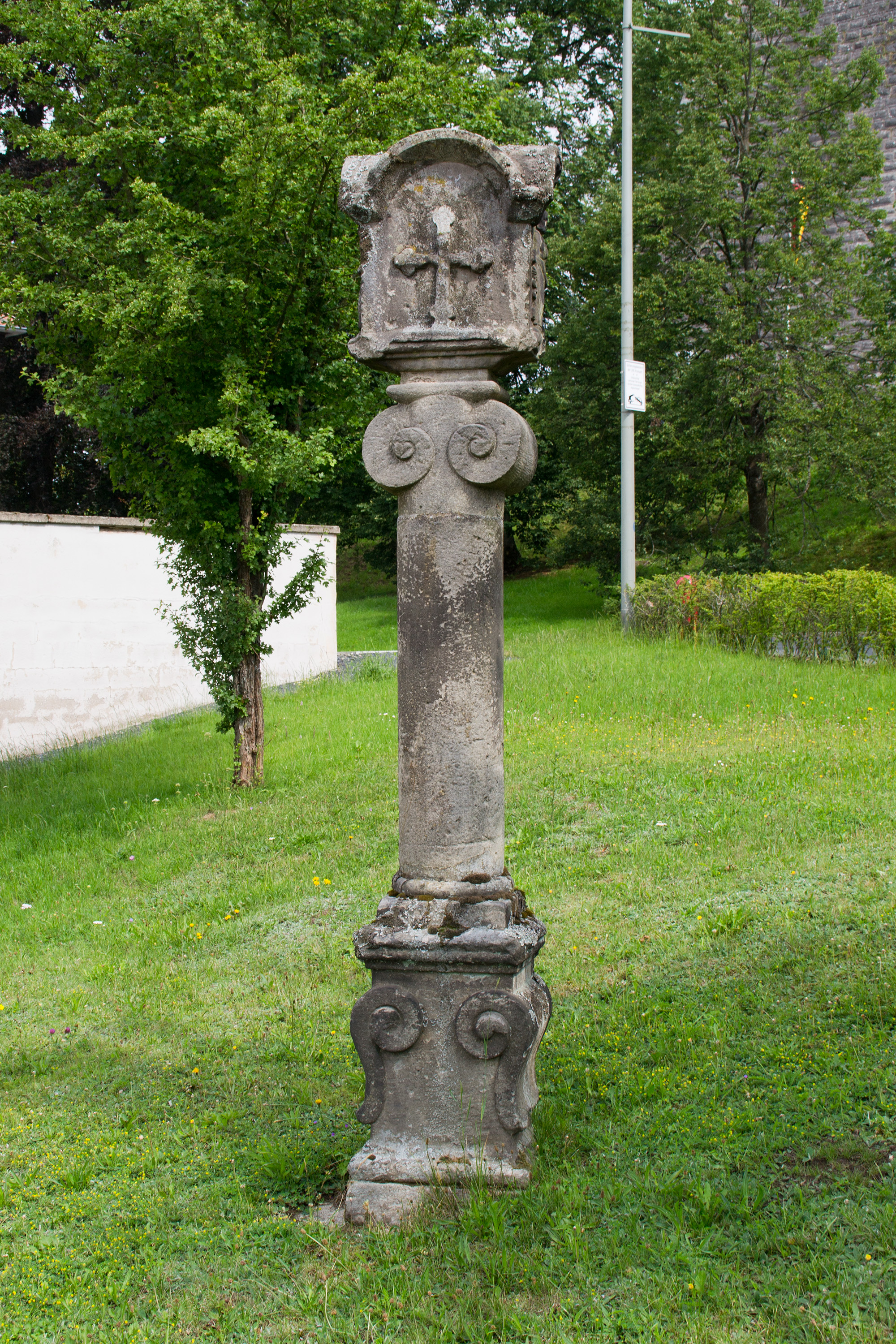
Südseite des Bildstocks mit Kleeblattkreuz-Relief

Der Bildstock vor der Justizvollzugsanstalt an der Westseite der Festungsstraße in der oberfränkischen Stadt Kronach ist ein unter Denkmalschutz stehendes Kleindenkmal, das zum Großteil ursprünglich im 17. oder 18. Jahrhundert entstanden ist. Die Fragmente des aus Sandstein angefertigten Bildstocks wurden in einem Grundstück an der Ostseite der Festungsstraße gefunden und – um die fehlenden Bestandteile ergänzt – im Juni 1974 an ihrem heutigen Standort neu errichtet.
Der Aufbau des Kleindenkmals folgt der ionischen Ordnung: Über einem Volutensockel erhebt sich ein runder Schaft, dessen Abschluss ein ebenfalls mit zwei Voluten verziertes Kapitell bildet. Auf dem Kapitell ruht ein rechteckiger Aufsatz mit eingezogenen Rundbogengiebeln. In den vier Bildnischen des Aufsatzes befinden sich Reliefs: Die Nordseite zeigt die Krönung Mariens, die Südseite ein Kleeblattkreuz, an den beiden Schmalseiten sind die Heiligen Antonius von Padua und Petrus dargestellt.